# Atanycolus initiator
Atanycolus initiator är en stekelart som först beskrevs av Fabricius 1793.  Atanycolus initiator ingår i släktet Atanycolus och familjen bracksteklar. Arten är reproducerande i Sverige.

## Underarter
Arten delas in i följande underarter:
- A. i. temporalis
- A. i. rubromaculatus
- A. i. nigrinus